# Clemens Bittlinger

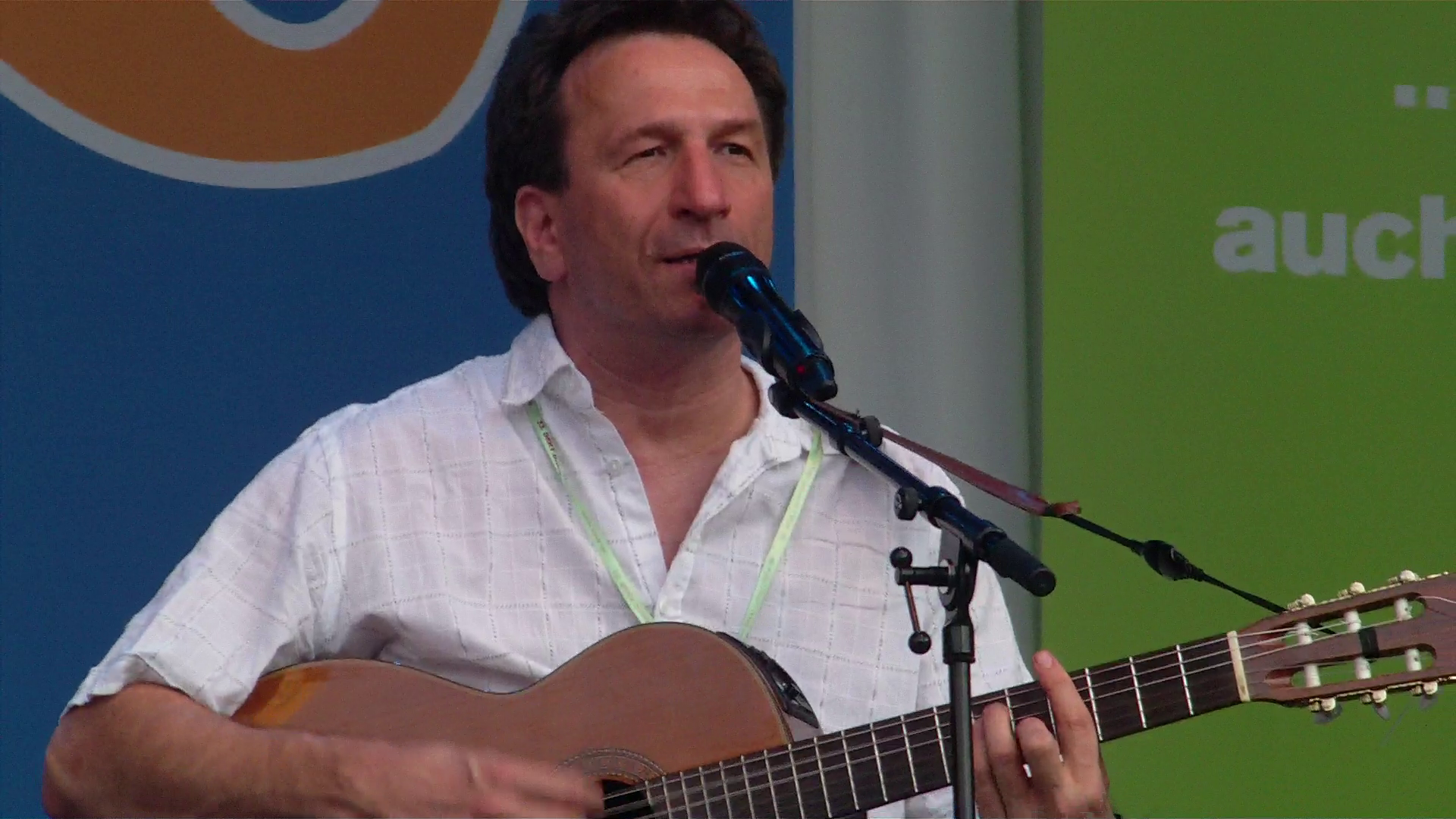
Clemens Bittlinger beim Evangelischen Kirchentag in Dresden (Juni 2011)

Clemens Bittlinger (* 8. August 1959 in Mannheim) ist ein deutscher evangelischer Pfarrer, Buchautor und Liedermacher vieler Neuer Geistlicher Lieder und Kinderlieder aus Rimbach/Odenwald.

## Leben

### Die Anfänge
Clemens Bittlinger wuchs in einer Pfarrersfamilie als Sohn von Arnold Bittlinger (1928–2025) zusammen mit drei weiteren Geschwistern in der Pfalz, in Niedersachsen, in den USA und in Unterfranken (Wetzhausen) auf. Inspiriert durch Manfred Siebald und den Ragtime-Gitarristen John Pearse begann er im Alter von 14 Jahren, sich das Gitarrenspiel und seine spezielle Fingerpicking-Technik selbst zu erarbeiten. Wenig später begann er, eigene Lieder zu schreiben. 1978 nahm er zum ersten Mal eine EP mit vier Liedern auf.

### Die 1980er Jahre
Bei den Arbeiten zu seiner ersten LP Mensch, bist Du’s wirklich traf er auf den Schweizer Pianisten und Produzenten David Plüss, mit dem er bis heute oft zu seinen Konzerten unterwegs ist. Anfang der 80er Jahre war Bittlinger neben seinem Theologiestudium in Mainz und Erlangen auch Mitglied des damals bekannten Chors Aufwind (neben anderen Mitgliedern wie Johannes Nitsch, Jan Vering oder Christoph Zehendner). Bereits zu dieser Zeit gab Clemens Bittlinger 100 bis 120 Konzerte im Jahr. Sein drittes Album Schwer zu sagen wurde 1987 von Dieter Falk produziert und verkaufte sich als erstes seiner Alben über 10.000 Mal. Nach Beendigung seines Studiums wurde Clemens Bittlinger 1990 von der Evangelischen Kirche in Hessen und Nassau ordiniert und erhielt den Sonderauftrag der musikalisch-kulturellen Verkündigung.

### Die 1990er Jahre
Im Laufe der Jahre entwickelte er viele verschiedene Bühnenkonzepte mit den verschiedensten Künstlern. So entstand beispielsweise 1994 das Konzept der „Bistrogottesdienste“ für das ZDF und 1995 die „Osterrocknacht“ für RTL. Mit Carlos Martínez entwickelte er das Programm „Pantomime & Chanson“. Clemens Bittlinger versuchte auch immer wieder den musikalischen Brückenschlag zwischen der christlichen und der säkularen Musikszene. So ist er etwa mit Hartmut Engler freundschaftlich verbunden und Engler übernahm auch für Bittlingers Alben Aus heiterem Himmel und Hellhörig bei einigen Titeln den Background-Gesang. 1998 gründete Clemens Bittlinger ein eigenes Label (Sanna Sound) und veröffentlicht dort seitdem seine Produktionen.

### Die 2000er Jahre
2003 begann der evangelische Liedermacher die Zusammenarbeit mit dem Gitarristen Adax Dörsam. Aus dieser Kooperation entstand eine akustische und kraftvolle Trioformation bestehend aus Clemens Bittlinger, Adax Dörsam und David Kandert (mit dessen Vater Helmut Kandert er ebenfalls schon viele Jahre zusammenarbeitet). Seit 2001 ist Clemens Bittlinger musikalischer Botschafter der CBM (Christoffel Blindenmission).
2004 erhielt er den Promikon Award als „künstlerische Persönlichkeit des Jahres“, er hatte diverse Fernsehauftritte und veröffentlichte unter anderem die Bücher Du bist bei mir und Bilder der Weihnacht. Ebenfalls 2004 schaffte es eine Bittlinger-Single erstmals in die Top 10 der deutschen Airplay-Repertoire-Charts. Der von Dieter Falk produzierte Titel hieß Kostbare Momente. Der dazugehörige Videoclip, ebenfalls eine Premiere, lief wochenlang auf Rotation bei Goldstar TV (Premiere) und Bibel TV. Sein Buch Du bist bei mir wurde im Februar 2005 auf die Empfehlungsliste des Katholischen Kinder- und Jugendbuchpreises gesetzt.
Seit Anfang 2005 ist Bittlinger auch Referent für Mission und Ökumene im Evangelischen Dekanat Darmstadt-Land. Als ein Schwerpunkt dieses neuen Aufgabengebietes zeichnet sich die kulturell-missionarische Arbeit und der christlich-islamische Dialog ab. Außerdem ist er Kolumnist der Zeitschrift Gong.
Sarah Kuttners Co-Moderator Sven Schuhmacher veröffentlichte 2005 Bittlingers Lied Aufstehn, aufeinander zugehn neu und platzierte so das Lied in den Charts.
Beim Deutschen Evangelischen Kirchentag 2007 in Köln präsentierte Clemens Bittlinger vor mehr als 30.000 Besuchern sein neuestes Album Perlen des Glaubens. Ein Höhepunkt war dabei die „Nacht der Lieder“ (u. a. mit Gerhard Schöne und Fools Garden), in deren Rahmen er Bundespräsident Horst Köhler als seinen persönlichen Ehrengast auf der Bühne begrüßen durfte und ihm und seiner Frau die Perlen des Glaubens überreichte.
Im Dezember 2007 erschien das Lied Hunderttausend Wunder, das gleichzeitig die Kampagne zum 100-jährigen Jubiläum der Christoffel-Blindenmission begleitet, deren Arbeit Bittlinger als Botschafter unterstützt.
Beim 97. Deutschen Katholikentag in Osnabrück im Mai 2008 präsentierte Clemens Bittlinger seinen Song Mensch Benedikt – (k)ein Spaziergang mit dem Papst. Später wurde er mit Gewaltandrohungen attackiert und im Internet beschimpft. Im August des gleichen Jahres erschien das Album HabSeligkeiten.
Im Laufe der Jahre entstanden viele Konzertprojekte wie Bilder der Weihnacht, Bilder der Passion, Ich bin und Perlen des Glaubens, Urknall & Sternenstaub, die seit vielen Jahren neben dem jeweils aktuellen Solo-Konzertprogramm sehr erfolgreich stattfinden.
Am 3. Dezember 2009 übertrugen die drei christlichen Fernsehsender Hope Channel, ERF Fernsehen und Bibel TV gemeinsam live ein Konzert von Clemens Bittlinger und seiner Band. Daraus wurde auch die DVD Aufstehn, aufeinander zugehn produziert. Noch im selben Monat erhielten Clemens Bittlinger und seine musikalischen Mitstreiter eine „außerordentliche goldene CD“ für „weit mehr als 200.000 verkaufte Exemplare (Gesamtauflage)“. Zwischen 2010 und 2013 gestaltete der Autor gemeinsam mit Pater Anselm Grün zwei ökumenische Fastenkalender, deren Texte später auch in Buchform (BRUNNEN) und als Hörbuch Langsam durch die schnelle Zeit erschienen.

### Die 2010er Jahre
Im Jahr 2011 feierten Clemens Bittlinger und David Plüss ihr 30-jähriges Bühnenjubiläum, auf dem Album Bitte frei machen! hat Clemens Bittlinger seinem Schweizer Freund das Lied Bin ich vielleicht zu laut? gewidmet. Auf derselben CD befindet sich auch das Lied Mein Sonntag, bei dem u. a. Hartmut Engler (PUR), Joy Fleming, Joana, Gerhard Schöne, Walter Renneisen, Ingrid Noll und Enya Bittlinger mitgewirkt haben. Dabei handelt es sich um einen „sanften Protestsong“ gegen die Ausweitung der verkaufsoffenen Sonntage. Im Herbst 2011 erschien das Weihnachtskinderalbum Von Haus zu Haus. Im Frühjahr 2012 erschien das Buch Da, wo ich bin, da will ich sein! (Kreuz-Verlag). Als Beitrag zum Jahr der Kirchenmusik erschien im Herbst des gleichen Jahres das Werk Atem, Klang der Seele – das Besondere: Alle Lieder von Clemens Bittlinger wurden mit Kirchenorgel, Saxophon, Percussion und Gitarre eingespielt. Im Frühjahr 2013 erschien Aus der Nähe (Live-Doppelalbum gemeinsam mit Adax Dörsam und David Kandert), das anlässlich des zehnjährigen Bühnenjubiläums von Adax Dörsam und Clemens Bittlinger in der Studiobühne Fürth aufgenommen wurde. Gleichzeitig wurde das vierte Kinderalbum Danke, du hast an mich gedacht in Kooperation mit dem Kinderlabel cap-Music veröffentlicht.
Im Frühjahr 2014 erschien das Buch Großzügigkeit – kleinkariert war gestern (Kreuz-Verlag) sowie das Hörbuch Urknall & Sternenstaub (Herder Audio). Atem des Lebens ist der Titel eines Liederbuchs mit 333 neuen geistlichen Liedern, das Clemens Bittlinger gemeinsam mit den Autorenkollegen Fabian Vogt und Eugen Eckert zusammenstellte und Pfingsten 2014 hessenweit präsentierte. Wie schon mit seinem Vorgänger Peter Steinacker gestaltete er in diesem Jahr auch gemeinsam mit dem Kirchenpräsidenten Volker Jung thematische Abende zum Thema Freiheit. Im Herbst 2014 erschien das Konzeptalbum Mensch Jesus und im Frühjahr 2015 das viel beachtete Soloalbum Unerhört (Album der Woche bei hr4), das der Liedermacher und Pfarrer u. a. auf dem Deutschen Evangelischen Kirchentag in Stuttgart präsentierte. Zu diesem Album sind auf YouTube etliche Videoclips veröffentlicht worden. Im Jahr 2018 folgte das Album Bleibe in Verbindung, das unter anderem in Zusammenarbeit mit der Gruppe Maybebop entstand und ein Konzeptalbum über Engel mit dem Titel Leih mir deine Flügel.
Bis 2019 hatte er mehr als 500 Lieder verfasst.
Clemens Bittlinger ist verheiratet und hat zwei Kinder.

### Die 2020er Jahre
Ab 1. September 2020 bis Juni 2022 war er Pfarrer der evangelischen Kirchengemeinde Mörlenbach.

## Werke

### Bekannte Lieder
- „Auf dem Weg der Gerechtigkeit“ (Kirchentag 1997)
- „Aufstehn, aufeinander zugehn“
- „Gott spannt leise feine Fäden“
- „Ich bin das Brot“ (EG, Ausgabe Württemberg, 587)
- „Ihr seid das Salz“ (Kirchentag 1999)
- „Kostbare Momente“ (2004/05 Top Ten der Airplay Charts)
- „Sanna sannanina“
- „Schritte wagen“
- „Das wünsch ich mir“ (Siegertitel des Liederwettbewerbs des Ökumenischen Kirchentag)
- „Sei behütet“
- „Suchen und Finden“ (offizielles Mottolied zum Jahr der Bibel 2003)
- „Mensch, Benedikt!“
- „Und so geh nun deinen Weg“
- „Manchmal braucht man einen“
- „Es gibt Menschen“

### Diskografie (Auswahl)
- Mensch bist Du’s wirklich? (LP 1981 Abakus)
- Jeder Mensch braucht einen Menschen (LP 1983 Abakus)
- Schwer zu sagen (1987 Pila)
- Mensch sing mit (1988 Pila)
- Fenster in die Nacht (1990 Pila)
- Selten (1993 Pila)
- Mensch sing mit 2 (1994 Pila)
- Auf der Grenze (1995 Pila)
- Auf der Grenze Live (1997 MKV/EKD)
- Lieder vom Kirchentag (1997 Pila)
- Aus heiterem Himmel (1998 Sanna/Pila)
- Ich bin … Worte Jesu (1999 Sanna/EKD)
- Lieder vom Kirchentag [II] (1999 Pila)
- Liedergalerie (1999 Pila)
- Live [mit David Plüss und Helmut Kandert] (2000 Sanna)
- Kleine Dinge (2001 Sanna/BV) – Single
- Hellhörig (2001 Sanna/BV)
- Ja dein Lächeln (2001 Sanna) – Single
- Kinder-Wunder-Welt (2001 Sanna/BV)
- Gott spannt leise feine Fäden (2002 Kreuz-Verlag)
- Ihr sollt ein Segen sein (2002 Kreuz-Verlag)
- Bilder der Weihnacht (2003 Kreuz-Verlag)
- Liebe macht sehend [mit Joy Fleming] (2003 Sanna/CBM) – Single
- Live & Unplugged [mit Adax Dörsam] (2003 Sanna)
- Morgenlicht:  C|B liest … (2004 Kreuz-Verlag)
- Kostbare Momente (2004 Sanna/Kreuz-Verlag)
- Fingerspitzengefühle (2004 Sanna)
- Sei behütet (2005 Kreuz-Verlag)
- Mensch sing mit [III] (2005 WiB)
- Mit den Augen eines Kindes [mit Anselm Grün] (2006 Kreuz-Verlag)
- Bilder der Passion (2006 Sanna/Kreuz-Verlag)
- Das wünsch ich mir (2006 Sanna/WiB)
- Gott tut gut (2007 Kösel)
- Vom Zauber des Alltäglichen [mit Anselm Grün] (2007 Kreuz-Verlag)
- Perlen des Glaubens (2007 Sanna/Kreuz-Verlag)
- 100.000 Wunder (2007 Sanna/CBM)
- Die ersten Jahre (1981–1984) (2008 Abakus)
- Klezmer und Choräle [mit Giora Feidman] (2008 Kreuz-Verlag)
- Mensch Benedikt (2008 Sanna) – Single
- Vom Zauber der Muße [mit Anselm Grün] (2008 Kreuz-Verlag)
- HabSeligkeiten (2008 Sanna/Kreuz-Verlag)
- Aufstehn aufeinander zugehn (2009 Kreuz-Verlag)
- Von Haus zu Haus (2010 Sanna/Abakus)
- Langsam durch die schnelle Zeit [mit Anselm Grün] (2010 Sanna/Brunnen)
- Bitte frei machen (2011 Sanna/Herder)
- Atem – Klang der Seele (2012 Herder)
- Aus der Nähe (2013 Sanna)
- Danke, du hast an mich gedacht (2013 Sanna)
- Urknall & Sternenstaub (2014 Herder)
- Unerhört (2015 Herder)
- Bleibe in Verbindung (2018 Sanna)
- Leih mir deine Flügel (2020 Gerth Medien)
- Mensch sing mit - Vol 3 (Sanna Sound/Abakus)

### Bücher (Auswahl)
- Grund genug (1988)
- Auf Wellen kann man gehen (1995)
- Die Sehnsucht leben – Gottesdienst: neu entdeckt (1999)
- Schampoo, Sekt und Seelenheil. Das Anekdotenbuch (2001) (mit David Plüss)
- Du bist bei mir (2004) (zu Psalm 23)
- Wie im Himmel (2006)
- Bilder der Weihnacht
- Kostbare Momente Freundschaft
- Kostbare Momente Geburtstag
- Aufstehn, aufeinander zugehn. Das Clemens Bittlinger-Lesebuch (2006)
- Gott tut gut (2007) – Buch & CD
- HabSeligkeiten
- Da, wo ich bin, da will ich sein (Kreuz-Verlag 2012)
- Großzügigkeit – kleinkariert war gestern (Kreuz-Verlag 2014)
- Bleibe in Verbindung (Sanna Sound 2018)
- Behütet und beflügelt. Wie Engel uns begegnen, Brendow, Moers 2020, ISBN 978-3-96140-166-6.
- HabSeligkeiten (aktualisierte Neuauflage, Herder 2022)

### DVDs
- Aufstehn, auf einander zugehn (100 Minuten, TV Mitschnitt)